# Torneig d'escacs Tata Steel de 2016
El Torneig d'escacs Tata Steel 2016 va ser un torneig d'escacs que va tenir lloc a Wijk Aan Zee, Amsterdam i Utrecht (als Països Baixos) entre els dies 16 i el 31 de gener de 2016. La categoria del torneig era de 20 amb una mitjana d'Elo de 2750. En el torneig principal de mestres, on hi va participar el vigent campió del món Magnus Carlsen, es repartiren una bossa de premis de 25.000 euros dels quals 10.000 euros foren pel campió. El 78è Tata Steel és anomenat el Wimbledon dels escacs perquè va atraure molts escaquistes de gran nivell d'arreu del món.

## Participants
El torneig hi ha havia dos principals grups anomenats el de Mestres (Masters en anglès) i els d'Aspirants (Challengers en anglès):
| Títol | Nom                  | País            | Elo  | Pos. |
| ----- | -------------------- | --------------- | ---- | ---- |
| GM    | Magnus Carlsen       | Noruega         | 2844 | 1    |
| GM    | Anish Giri           | Països Baixos   | 2798 | 3    |
| GM    | Fabiano Caruana      | Estats Units    | 2787 | 5    |
| GM    | Wesley So            | Estats Units    | 2773 | 10   |
| GM    | Serguei Kariakin     | Rússia          | 2769 | 11   |
| GM    | Ding Liren           | R.P. de la Xina | 2766 | 12   |
| GM    | Pàvel Eliànov        | Ucraïna         | 2760 | 13   |
| GM    | Xakhriar Mamediàrov  | Azerbaidjan     | 2747 | 19   |
| GM    | Michael Adams        | Anglaterra      | 2744 | 20   |
| GM    | David Navara         | Txèquia         | 2730 | 25   |
| GM    | Ievgueni Tomaixevski | Rússia          | 2728 | 26   |
| GM    | Wei Yi               | R.P. de la Xina | 2706 | 37   |
| GM    | Hou Yifan            | R.P. de la Xina | 2673 | 68   |
| GM    | Loek Van Wely        | Països Baixos   | 2640 | 126  |

| Títol | Nom                    | País            | Elo  |
| ----- | ---------------------- | --------------- | ---- |
| GM    | Liviu-Dieter Nisipeanu | Alemanya        | 2679 |
| GM    | Baskaran Adhiban       | Índia           | 2653 |
| GM    | Eltaj Safarli          | Azerbaidjan     | 2653 |
| GM    | Aleksei Dréiev         | Rússia          | 2644 |
| GM    | Erwin l'Ami            | Països Baixos   | 2627 |
| GM    | Benjamin Bok           | Països Baixos   | 2607 |
| GM    | Samuel Sevian          | Estats Units    | 2578 |
| GM    | Mikhail Antipov        | Rússia          | 2567 |
| GM    | Nijat Abasov           | Azerbaidjan     | 2556 |
| GMF   | Ju Wenjun              | R.P. de la Xina | 2548 |
| MI    | Jorden van Foreest     | Països Baixos   | 2541 |
| MI    | Nino Batsiashvili      | Geòrgia         | 2485 |
| MI    | Miguoel Admiraal       | Països Baixos   | 2441 |
| GMF   | Anne Haast             | Països Baixos   | 2391 |

## Tata Steel Masters

### Resultats
| 1a ronda 16-01-2016  | 1a ronda 16-01-2016 | 1a ronda 16-01-2016 | 1a ronda 16-01-2016 | 1a ronda 16-01-2016 |
| -------------------- | ------------------- | ------------------- | ------------------- | ------------------- |
| Hou Yifan            | 0                   | ½:½                 | 0                   | Kariakin            |
| Wesley So            | 0                   | 1:0                 | 0                   | Anish Giri          |
| Ding Liren           | 0                   | 1:0                 | 0                   | Michael Adams       |
| Navara               | 0                   | ½:½                 | 0                   | Carlsen             |
| Caruana              | 0                   | 1:0                 | 0                   | Eliànov             |
| Wei Yi               | 0                   | ½:½                 | 0                   | Tomaixevski         |
| Mamediàrov           | 0                   | ½:½                 | 0                   | Loek Van Wely       |
| 4ª ronda 19-01-2016  |                     |                     |                     |                     |
| Kariakin             | 1½                  | 1:0                 | 1½                  | Tomaixevski         |
| Eliànov              | 1½                  | 1:0                 | 1½                  | Loek Van Wely       |
| Carlsen              | 1½                  | ½:½                 | 1                   | Mamediàrov          |
| Adams                | ½                   | ½:½                 | 1½                  | Wei Yi              |
| Anish Giri           | 1                   | ½:½                 | 2½                  | Caruana             |
| Hou Yifan            | 1½                  | 1:0                 | 1½                  | Navara              |
| Wesley So            | 2                   | ½:½                 | 2                   | Ding Liren          |
| 7ª ronda 23-01-2016  |                     |                     |                     |                     |
| Navara               | 2½                  | ½:½                 | 3                   | Kariakin            |
| Caruana              | 4                   | 1:0                 | 4                   | Ding Liren          |
| Wei Yi               | 3                   | ½:½                 | 3½                  | Wesley So           |
| Mamediàrov           | 2½                  | 1:0                 | 3½                  | Hou Yifan           |
| Loek Van Wely        | 2                   | 0:1                 | 3                   | Anish Giri          |
| Tomaixevski          | 2                   | ½:½                 | 1½                  | Adams               |
| Eliànov              | 3½                  | 0:1                 | 4                   | Carlsen             |
| 10ª ronda 27-01-2016 |                     |                     |                     |                     |
| Kariakin             | 4½                  | 0:1                 | 2½                  | Adams               |
| Anish Giri           | 5                   | ½:½                 | 6½                  | Carlsen             |
| Hou Yifan            | 4                   | 0:1                 | 4½                  | Eliànov             |
| Wesley So            | 5                   | ½:½                 | 3½                  | Tomaixevski         |
| Ding Liren           | 5                   | ½:½                 | 3½                  | Loek Van Wely       |
| Navara               | 4                   | ½:½                 | 4½                  | Mamediàrov          |
| Caruana              | 5½                  | 1:0                 | 5                   | Wei Yi              |
| 13ª ronda 23-01-2016 |                     |                     |                     |                     |
| Mamediàrov           | 6                   | ½:½                 | 5½                  | Kariakin            |
| Loek Van Wely        | 4½                  | ½:½                 | 6                   | Wei Yi              |
| Tomaixevski          | 4½                  | 1:0                 | 8                   | Caruana             |
| Eliànov              | 6                   | 1:0                 | 5½                  | Navara              |
| Carlsen              | 8½                  | ½:½                 | 7½                  | Ding Liren          |
| Adams                | 4½                  | ½:½                 | 6½                  | Wesley So           |
| Anish Giri           | 6½                  | ½:½                 | 4½                  | Hou Yifan           |

| 2ª ronda 17-01-2016  | 2ª ronda 17-01-2016 | 2ª ronda 17-01-2016 | 2ª ronda 17-01-2016 | 2ª ronda 17-01-2016 |
| -------------------- | ------------------- | ------------------- | ------------------- | ------------------- |
| Kariakin             | ½                   | ½:½                 | ½                   | Loek Van Wely       |
| Tomaixevski          | ½                   | ½:½                 | ½                   | Mamediàrov          |
| Eliànov              | 0                   | ½:½                 | ½                   | Wei Yi              |
| Carlsen              | ½                   | ½:½                 | 1                   | Caruana             |
| Adams                | 0                   | ½:½                 | ½                   | Navara              |
| Anish Giri           | 0                   | ½:½                 | 1                   | Ding Liren          |
| Hou Yifan            | ½                   | ½:½                 | 1                   | Wesly So            |
| 5ª ronda 21-01-2016  |                     |                     |                     |                     |
| Ding Liren           | 2½                  | 1:0                 | 2½                  | Kariakin            |
| Navara               | 1½                  | ½:½                 | 2½                  | Wesley So           |
| Caruana              | 3                   | ½:½                 | 2½                  | Hou Yifan           |
| Wei Yi               | 2                   | ½:½                 | 1½                  | Anish Giri          |
| Mamediàrov           | 1½                  | 1:0                 | 1                   | Adams               |
| Loek Van Wely        | 1½                  | 0:1                 | 2                   | Carlsen             |
| Tomaixevski          | 1½                  | ½:½                 | 2½                  | Eliànov             |
| 8ª ronda 24-01-2016  |                     |                     |                     |                     |
| Kariakin             | 3½                  | ½:½                 | 5                   | Carlsen             |
| Adams                | 2                   | ½:½                 | 3½                  | Eliànov             |
| Anish Giri           | 4                   | ½:½                 | 2½                  | Tomaixevski         |
| Hou Yifan            | 3½                  | 0:1                 | 2                   | Loek Van Wely       |
| Wesley So            | 4                   | ½:½                 | 3½                  | Mamediàrov          |
| Ding Liren           | 4                   | ½:½                 | 3½                  | Wei Yi              |
| Navara               | 3                   | 1:0                 | 5                   | Caruana             |
| 11ª ronda 29-01-2016 |                     |                     |                     |                     |
| Wei Yi               | 5                   | ½:½                 | 4½                  | Kariakin            |
| Mamediàrov           | 5                   | ½:½                 | 6½                  | Caruana             |
| Loek Van Wely        | 4                   | ½:½                 | 4½                  | Navara              |
| Tomaixevski          | 4                   | 0:1                 | 5½                  | Ding Liren          |
| Eliànov              | 5½                  | ½:½                 | 5½                  | Wesley So           |
| Carlsen              | 7                   | 1:0                 | 4                   | Hou Yifan           |
| Adams                | 3½                  | ½:½                 | 5½                  | Anish Giri          |
| Classificació final  |                     |                     |                     |                     |
| 1                    | Magnus Carlsen      | Magnus Carlsen      | Magnus Carlsen      | Magnus Carlsen      |
| 2                    | Fabiano Caruana     | Fabiano Caruana     | Fabiano Caruana     | Fabiano Caruana     |
| 3                    | Ding Liren          | Ding Liren          | Ding Liren          | Ding Liren          |
| 4                    | Wesley So           | Wesley So           | Wesley So           | Wesley So           |
| 5                    | Anish Giri          | Anish Giri          | Anish Giri          | Anish Giri          |
| 6                    | Pàvel Eliànov       | Pàvel Eliànov       | Pàvel Eliànov       | Pàvel Eliànov       |
| 7                    | Wei Yi              | Wei Yi              | Wei Yi              | Wei Yi              |

| 3ª ronda 18-01-2016  | 3ª ronda 18-01-2016  | 3ª ronda 18-01-2016  | 3ª ronda 18-01-2016  | 3ª ronda 18-01-2016  |
| -------------------- | -------------------- | -------------------- | -------------------- | -------------------- |
| Wesly So             | 1½                   | ½:½                  | 1                    | Kariakin             |
| Ding Liren           | 1½                   | ½:½                  | 1                    | Hou Yifan            |
| Navara               | 1                    | ½:½                  | ½                    | Anish Giri           |
| Caruana              | 1½                   | 1:0                  | ½                    | Adams                |
| Wei Yi               | 1                    | ½:½                  | 1                    | Carlsen              |
| Mamediàrov           | 1                    | 0:1                  | ½                    | Eliànov              |
| Loek Van Wely        | 1                    | ½:½                  | 1                    | Tomaixevski          |
| 6ª ronda 22-01-2016  |                      |                      |                      |                      |
| Kariakin             | 2½                   | ½:½                  | 3                    | Eliànov              |
| Carlsen              | 3                    | 1:0                  | 2                    | Tomaixevski          |
| Adams                | 1                    | ½:½                  | 1½                   | Loek Van Wely        |
| Anish Giri           | 2                    | 1:0                  | 2½                   | Mamediàrov           |
| Hou Yifan            | 3                    | ½:½                  | 2½                   | Wei Yi               |
| Wesley So            | 3                    | ½:½                  | 3½                   | Caruana              |
| Ding Liren           | 3½                   | ½:½                  | 2                    | Navara               |
| 9ª ronda 26-01-2016  |                      |                      |                      |                      |
| Caruana              | 5                    | ½:½                  | 4                    | Kariakin             |
| Wei Yi               | 4                    | 1:0                  | 4                    | Navara               |
| Mamediàrov           | 4                    | ½:½                  | 4½                   | Ding Liren           |
| Loek Van Wely        | 3                    | ½:½                  | 4½                   | Wesley So            |
| Tomaixevski          | 3                    | ½:½                  | 3½                   | Hou Yifan            |
| Eliànov              | 4                    | ½:½                  | 4½                   | Anish Giri           |
| Carlsen              | 5½                   | 1:0                  | 2½                   | Adams                |
| 12ª ronda 30-01-2016 |                      |                      |                      |                      |
| Kariakin             | 5                    | ½:½                  | 6                    | Anish Giri           |
| Hou Yifan            | 4                    | ½:½                  | 4                    | Adams                |
| Wesley So            | 6                    | ½:½                  | 8                    | Carlsen              |
| Ding Liren           | 6½                   | 1:0                  | 6                    | Eliànov              |
| Navara               | 5                    | ½:½                  | 4                    | Tomaixevski          |
| Caruana              | 7                    | 1:0                  | 4½                   | Loek Van Wely        |
| Wei Yi               | 5½                   | ½:½                  | 5½                   | Mamediàrov           |
| Classificació final  |                      |                      |                      |                      |
| 8                    | Xakhriar Mamediàrov  | Xakhriar Mamediàrov  | Xakhriar Mamediàrov  | Xakhriar Mamediàrov  |
| 9                    | Serguei Kariakin     | Serguei Kariakin     | Serguei Kariakin     | Serguei Kariakin     |
| 10                   | David Navara         | David Navara         | David Navara         | David Navara         |
| 11                   | Ievgueni Tomaixevski | Ievgueni Tomaixevski | Ievgueni Tomaixevski | Ievgueni Tomaixevski |
| 12                   | Hou Yifan            | Hou Yifan            | Hou Yifan            | Hou Yifan            |
| 13                   | Michael Adams        | Michael Adams        | Michael Adams        | Michael Adams        |
| 14                   | Loek Van Wely        | Loek Van Wely        | Loek Van Wely        | Loek Van Wely        |

### Classificació final
|    | Player               | Rating | 1 | 2 | 3 | 4 | 5 | 6 | 7 | 8 | 9 | 10 | 11 | 12 | 13 | 14 | Total | TB    |
| -- | -------------------- | ------ | - | - | - | - | - | - | - | - | - | -- | -- | -- | -- | -- | ----- | ----- |
| 1  | Magnus Carlsen       | 2844   | * | ½ | ½ | ½ | ½ | 1 | ½ | ½ | ½ | ½  | 1  | 1  | 1  | 1  | 9     |       |
| 2  | Fabiano Caruana      | 2787   | ½ | * | 1 | ½ | ½ | 1 | 1 | ½ | ½ | 0  | 0  | ½  | 1  | 1  | 8     | 51.75 |
| 3  | Ding Liren           | 2766   | ½ | 0 | * | ½ | ½ | 1 | ½ | ½ | 1 | ½  | 1  | ½  | 1  | ½  | 8     | 49.25 |
| 4  | Wesley So            | 2773   | ½ | ½ | ½ | * | 1 | ½ | ½ | ½ | ½ | ½  | ½  | ½  | ½  | ½  | 7     | 45.5  |
| 5  | Anish Giri           | 2798   | ½ | ½ | ½ | 0 | * | ½ | ½ | 1 | ½ | ½  | ½  | ½  | ½  | 1  | 7     | 44.25 |
| 6  | Pàvel Eliànov        | 2760   | 0 | 0 | 0 | ½ | ½ | * | ½ | 1 | ½ | 1  | ½  | 1  | ½  | 1  | 7     | 40.5  |
| 7  | Wei Yi               | 2706   | ½ | 0 | ½ | ½ | ½ | ½ | * | ½ | ½ | 1  | ½  | ½  | ½  | ½  | 6½    | 41    |
| 8  | Xakhriar Mamediàrov  | 2747   | ½ | ½ | ½ | ½ | 0 | 0 | ½ | * | ½ | ½  | ½  | 1  | 1  | ½  | 6½    | 40.25 |
| 9  | Serguei Kariakin     | 2769   | ½ | ½ | 0 | ½ | ½ | ½ | ½ | ½ | * | ½  | 1  | ½  | 0  | ½  | 6     |       |
| 10 | David Navara         | 2730   | ½ | 1 | ½ | ½ | ½ | 0 | 0 | ½ | ½ | *  | ½  | 0  | ½  | ½  | 5½    | 37.5  |
| 11 | Ievgueni Tomaixevski | 2728   | 0 | 1 | 0 | ½ | ½ | ½ | ½ | ½ | 0 | ½  | *  | ½  | ½  | ½  | 5½    | 35.25 |
| 12 | Hou Yifan            | 2673   | 0 | ½ | ½ | ½ | ½ | 0 | ½ | 0 | ½ | 1  | ½  | *  | ½  | 0  | 5     | 32    |
| 13 | Michael Adams        | 2744   | 0 | 0 | 0 | ½ | ½ | ½ | ½ | 0 | 1 | ½  | ½  | ½  | *  | ½  | 5     | 30.25 |
| 14 | Loek van Wely        | 2640   | 0 | 0 | ½ | ½ | 0 | 0 | ½ | ½ | ½ | ½  | ½  | 1  | ½  | *  | 5     | 30    |

## Tata Steel Challengers

### Classificació[7]
|    | Player                 | Rating | 1 | 2 | 3 | 4 | 5 | 6 | 7 | 8 | 9 | 10 | 11 | 12 | 13 | 14 | Total | TB    |
| -- | ---------------------- | ------ | - | - | - | - | - | - | - | - | - | -- | -- | -- | -- | -- | ----- | ----- |
| 1  | Baskaran Adhiban       | 2653   | * | 1 | 1 | ½ | ½ | ½ | 0 | 1 | ½ | ½  | 1  | ½  | 1  | 1  | 9     | 56.25 |
| 2  | Eltaj Safarli          | 2653   | 0 | * | ½ | 1 | 1 | ½ | 1 | ½ | ½ | 1  | ½  | 1  | ½  | 1  | 9     | 53.50 |
| 3  | Aleksei Dréiev         | 2644   | 0 | ½ | * | 1 | 1 | ½ | ½ | ½ | ½ | 1  | 1  | 1  | ½  | 1  | 9     | 53.25 |
| 4  | Benjamin Bok           | 2607   | ½ | 0 | 0 | * | ½ | ½ | 0 | ½ | 1 | ½  | 1  | ½  | 1  | 1  | 7     | 39.25 |
| 5  | Mikhail Antipov        | 2567   | ½ | 0 | 0 | ½ | * | ½ | 1 | ½ | 1 | 0  | 0  | 1  | 1  | 1  | 7     | 39.00 |
| 6  | Liviu-Dieter Nisipeanu | 2679   | ½ | ½ | ½ | ½ | ½ | * | ½ | ½ | ½ | ½  | ½  | 1  | ½  | 0  | 6½    | 43.75 |
| 7  | Jorden van Foreest     | 2541   | 1 | 0 | ½ | 1 | 0 | ½ | * | 0 | 1 | 1  | 0  | 0  | ½  | 1  | 6½    | 41.00 |
| 8  | Nijat Abasov           | 2556   | 0 | ½ | ½ | ½ | ½ | ½ | 1 | * | ½ | 0  | 1  | 0  | ½  | 1  | 6½    | 39.25 |
| 9  | Erwin l'Ami            | 2627   | ½ | ½ | ½ | 0 | 0 | ½ | 0 | ½ | * | 1  | ½  | ½  | 1  | 1  | 6½    | 38.50 |
| 10 | Samuel Sevian          | 2578   | ½ | 0 | 0 | ½ | 1 | ½ | 0 | 1 | 0 | *  | 1  | 1  | 0  | 1  | 6½    | 37.75 |
| 11 | Ju Wenjun              | 2548   | 0 | ½ | 0 | 0 | 1 | ½ | 1 | 0 | ½ | 0  | *  | ½  | 1  | 1  | 6     |       |
| 12 | Nino Batsiashvili      | 2485   | ½ | 0 | 0 | ½ | 0 | 0 | 1 | 1 | ½ | 0  | ½  | *  | 1  | 0  | 5     |       |
| 13 | Miguoel Admiraal       | 2441   | 0 | ½ | ½ | 0 | 0 | ½ | ½ | ½ | 0 | 1  | 0  | 0  | *  | 1  | 4½'   |       |
| 14 | Anne Haast             | 2391   | 0 | 0 | 0 | 0 | 0 | 1 | 0 | 0 | 0 | 0  | 0  | 1  | 0  | *  | 2     |       |